# (400369) 2007 VT332
(400369) 2007 VT332 es un asteroide perteneciente al cinturón de asteroides descubierto el 8 de noviembre de 2007 por el equipo del Mount Lemmon Survey desde el Observatorio del Monte Lemmon, Arizona, Estados Unidos.

## Designación y nombre
Designado provisionalmente como 2007 VT332.

## Características orbitales
2007 VT332 está situado a una distancia media del Sol de 2,595 ua, pudiendo alejarse hasta 2,928 ua y acercarse hasta 2,261 ua. Su excentricidad es 0,128 y la inclinación orbital 6,880 grados. Emplea 1526,92 días en completar una órbita alrededor del Sol.

## Características físicas
La magnitud absoluta de 2007 VT332 es 16,6. 